# I. e. 120-as évek
Évszázadok: i. e. 3. század – i. e. 2. század – i. e. 1. század
Évtizedek: i. e. 170-es évek – i. e. 160-as évek – i. e. 150-es évek – i. e. 140-es évek – i. e. 130-as évek – i. e. 120-as évek – i. e. 110-es évek – i. e. 100-as évek – i. e. 90-es évek – i. e. 80-as évek – i. e. 70-es évek
Évek: i. e. 129 – i. e. 128 – i. e. 127 – i. e. 126 – i. e. 125 – i. e. 124 – i. e. 123 – i. e. 122 – i. e. 121 – i. e. 120